# Pomacentrus brachialis
Pomacentrus brachialis és una espècie de peix de la família dels pomacèntrids i de l'ordre dels perciformes.

## Morfologia
Els mascles poden assolir els 8 cm de longitud total.

## Distribució geogràfica
Es troba des d'Indonèsia fins a Fidji, les Illes Ryukyu, Nova Caledònia i Tonga.